# Elecciones generales de las Islas Feroe de 1966
Elecciones generales tuvieron lugar en las Islas Feroe el 8 de noviembre de 1966. El Partido de la Igualdad se mantuvo como el partido mayoritario en el Løgting, obteniendo 7 de los 26 escaños.

## Resultados
| Partido                   | Votos  | %    | Escaños | +/– |
| ------------------------- | ------ | ---- | ------- | --- |
| Partido de la Igualdad    | 4 751  | 27,0 | 7       | –1  |
| Partido Unionista         | 4 177  | 23,7 | 6       | 0   |
| Partido Popular           | 3 811  | 21,6 | 6       | 0   |
| República                 | 3 529  | 20,0 | 5       | –1  |
| Partido del Autogobierno  | 867    | 4,9  | 1       | –1  |
| Partido del Progreso      | 489    | 2,8  | 1       | 0   |
| Total                     | 17 624 | 100  | 26      | -3  |
| Fuente: Election Passport |        |      |         |     |